# Harry O. Hoyt

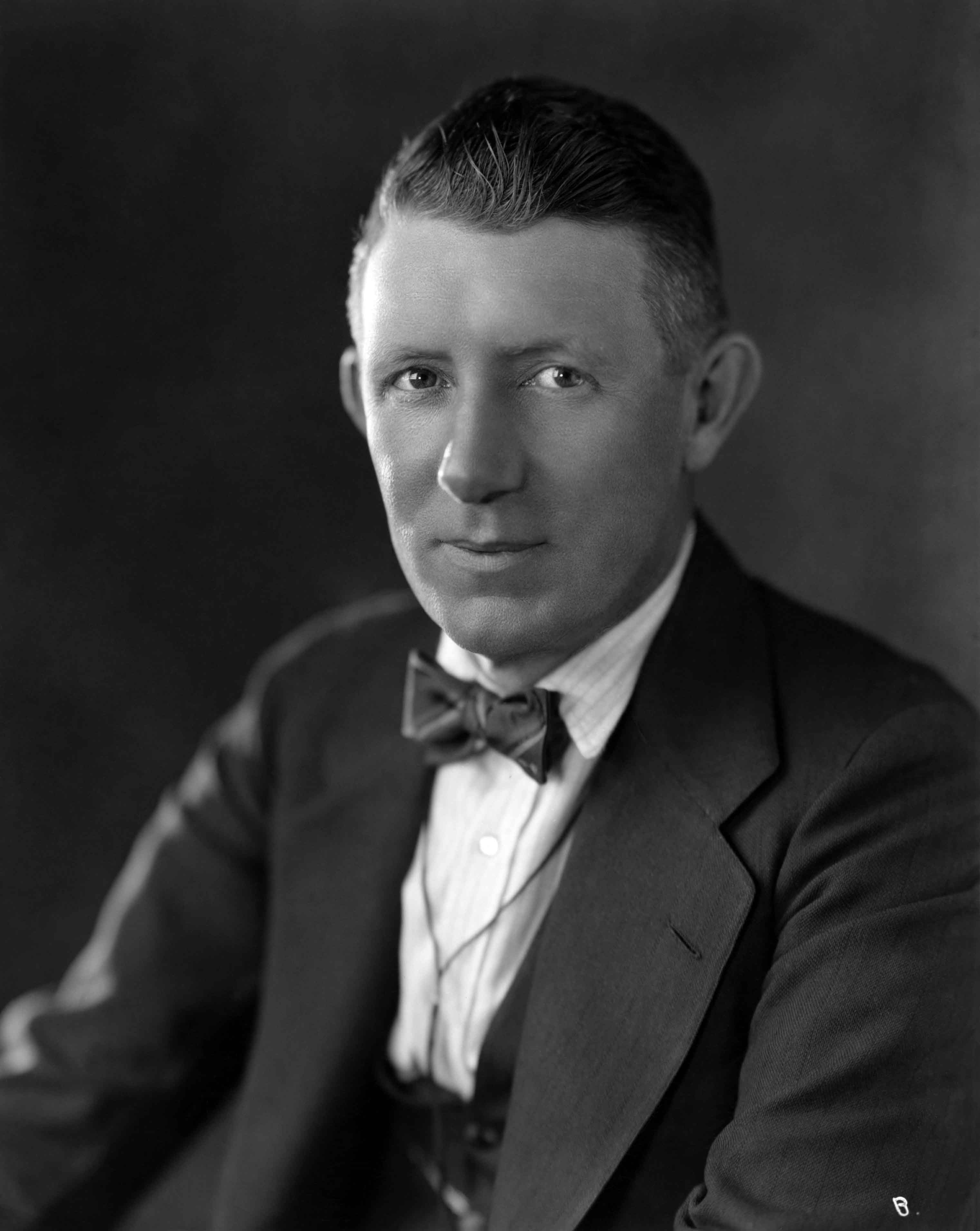
Harry O. Hoyt (1925)

Harry O. Hoyt (* 6. August 1885 in Minneapolis, Minnesota; † 29. Juli 1961 in Woodland Hills, Kalifornien) war ein US-amerikanischer Filmregisseur und Drehbuchautor.

## Leben und Karriere
Harry Hoyt machte 1910 seinen Abschluss an der Yale University und arbeitete zunächst als Anwalt, begann aber nebenberuflich, auch Drehbücher an Filmstudios zu schicken. So gelang ihm der Einstieg in das Filmgeschäft, zunächst als Autor, ab 1915 auch als Regisseur. Obwohl ihm später von Filmhistorikern nur durchschnittliche Fähigkeiten als Filmregisseur bescheinigt wurden, schaffte er bald den Sprung zu größeren Produktionen und fand stets Arbeit. Er drehte dabei mit bekannten Stars seiner Zeit wie Monte Blue, Myrna Loy, Montagu Love, Clara Bow, Betty Compson, Wallace Beery und Bessie Love. Der größte Erfolg von Hoyts Karriere war der Abenteuerfilm Die verlorene Welt aus dem Jahr 1925, der wegen seiner damals außergewöhnlichen, von Willis O’Brien entwickelten Trickeffekte als filmhistorisch bedeutend gilt und in das National Film Registry aufgenommen wurde.
Mit dem Beginn der Tonfilmzeit Ende der 1920er-Jahre ließ Hoyts Erfolg als Regisseur schnell nach. Sein bekanntester Tonfilm, der Abenteuerfilm Jungle Bride mit Anita Page, gilt beispielsweise als eher schwach. Nach 1933 war er nur noch für einige Kurzfilme als Regisseur tätig, stattdessen verlegte er sich wieder hauptsächlich auf seine ursprüngliche Tätigkeit als Drehbuchautor. Er schrieb insbesondere für kostengünstig produzierte Western und Actionfilme, von 1913 bis 1948 arbeitete er als Autor an insgesamt über 80 Filmen. Seine letzte Arbeit im Filmgeschäft war 1951 die Regie bei einem Kurzfilm namens The Will to Win, der den Pferdesport thematisierte.
In Die verlorene Welt war auch der Schauspieler Arthur Hoyt, Harrys elf Jahre älterer Bruder, zu sehen. Harry Hoyt war seit 1912 mit Florence Stark verheiratet, sie hatten zwei Kinder. Er starb im Juli 1961 im Alter von 76 Jahren.

## Filmografie (Auswahl)
Als Regisseur
- 1915: For High Stakes (Kurzfilm)
- 1919: The Hand Invisible
- 1924: Die Auswanderer. Farmerlos (Sundown)
- 1925: The Primrose Path
- 1925: Die verlorene Welt (The Lost World)
- 1926: The Belle of Broadway
- 1927: The Return of Boston Blackie
- 1927: Bitter Apples
- 1933: Jungle Bride
- 1948: Cinderella Horse (Kurzfilm, auch Drehbuch)
- 1951: The Will to Win (Kurzfilm)

Nur Drehbuchautor
- 1913: An Unjust Suspicion (Kurzfilm)
- 1923: Flammende Jugend (Flaming Youth)
- 1927: Der Held des Tages (A Hero for a Night)
- 1937: Rustler’s Valley
- 1942: Lost Canyon
- 1944: Lady in the Death House
- 1945: The Missing Corpse